# بين هيرنغ
بين هيرنغ (بالإنجليزية: Ben Herring)‏ هو لاعب اتحاد الرغبي نيوزيلندي، ولد في 14 مارس 1980 في أوكلاند في نيوزيلندا.